# Oruza stragulata
Oruza stragulata là một loài bướm đêm trong họ Erebidae.